# Isobel Steele
Pour les articles homonymes, voir Isobel et Steele.
Isobel Steele, née le 28 décembre 2000 à Salford dans le Grand Manchester, est une actrice britannique.

## Biographie
Isobel Steele est principalement connue pour son rôle de Liv Flaherty (en) dans la série télévisée Emmerdale,.

## Filmographie
- 2014 : Our Zoo (mini-série) : Barbara
- 2016 : A Father's Day (court métrage) : Chloe
- 2016 : The Dumping Ground (série télévisée) : Kara
- 2016-2019 : Emmerdale (série télévisée) : Olivia "Liv" Flaherty (302 épisodes)